# Los Angeles Aztecs
Los Angeles Aztecs var ett amerikanskt fotbollslag som spelade i NASL 1974–81.

## Kända spelare
- George Best
- Johann Cruyff